# Pan y la pesadilla
Pan y la pesadilla (en inglés Pan and the Nightmare) en un ensayo escrito en 1972 por el psicólogo y analista junguiano estadounidense James Hillman.

## Sinopsis
Obra dividida en dos partes. En la primera, Ensayo sobre el dios Pan, James Hillman dirige la atención hacia la divinidad homónima de la mitología griega, la cual representa a la naturaleza como fuerza generadora primigenia, al mismo tiempo que encarna en lo humano nuestro instinto más natural y más oscuro. Pan se halla presente tanto en el deseo libidinoso o el desenfreno sexual más extremo, como en la otra cara del instinto: el pánico. Cuando el alma se encuentra poseída por el pánico, Pan se revela a sí mismo a través de la sabiduría de la naturaleza, ya que el instinto nos devuelve al instinto; y así, la pesadilla nos ofrece la llave para una nueva aproximación a la naturaleza perdida, pues en la pesadilla regresa la naturaleza reprimida. Para Hillman, Pan sigue viviendo en todo lo reprimido que retorna a nosotros en cada psicopatología del instinto.
La segunda parte incluye el Efialtes de Wilhelm Heinrich Roscher, tratado mítico-patológico sobre la pesadilla en la antigüedad clásica que para Hillman constituye el estudio psicológico más completo y radical que existe sobre Pan.